# Conus bellacoensis
Espèce
Conus bellacoensis est une espèce fossile de mollusques gastéropodes marins de la famille des Conidae.

## Description
La taille de la coquille atteint une longueur de 76 mm.

## Distribution
Cette espèce marine n'est connue que comme fossile du Néogène de la République dominicaine.

## Taxonomie

### Publication originale
L'espèce Conus bellacoensis a été décrite pour la première fois en 2015 par le malacologiste américain Jonathan R. Hendricks (d),,.

## GenreConus

### Identifiants taxonomiques
- Ressources relatives au vivant :   - Paleobiology Database
  - World Register of Marine Species

Chaque taxon catalogué par les bases de données biologiques et taxonomiques possède un identifiant qui permet d'établir un point de référence. Les identifiants de Conus bellacoensis dans les principales bases sont les suivants :
CoL : XWZC - 